# Torrecabota (Calders)
Torrecabota és una masia del terme de Calders, al Moianès situada a 436,2 metres d'altitud. Pertany en part a la parròquia i de Sant Vicenç de Calders i en part a la de Santa Maria d'Artés.
Està situada al sector occidental del terme, a l'oest del poble de Calders i al nord-oest de Mont-ros. És a tocar del termenal amb Artés, que passa entre la masia i algunes de les seves dependències. La seva capella, dedicada a la Mare de Déu de Fàtima és dins del terme municipal d'Artés.